# Киллини (станция)
Киллини — железнодорожная станция, открытая 6 мая 1882 года и обеспечивающая транспортной связью одноимённый пригород Дублина в графстве Данлири-Рэтдаун, Республика Ирландия.

## История
Действующая станция при открытии получила название Киллини энд Баллибрэк, путём замены двух станций - в Киллини и Баллибрэк. В 1921 году станция была переименована. Первоначальная станция Киллини была открыта вместо станции Обелиск Хилл, действовавшей с 1 октября 1855 года по 1 января 1858 года и располагавшейся севернее, вблизи обелиска на Киллини Хилл.

## Достопримечательности
Обелиск на Киллини Хилл.